# Talpa romana
Talpa romana är en däggdjursart som beskrevs av Thomas 1902. Talpa romana ingår i släktet mullvadar och familjen mullvadsdjur. IUCN kategoriserar arten globalt som livskraftig. Det svenska trivialnamnet Romersk mullvad förekommer för arten.
Denna mullvad förekommer i Italiens södra delar. På Sicilien är den troligen utdöd. Arten når i bergstrakter 2000 meter över havet. Habitatet varierar mellan ängar, trädansamlingar och jordbruksmark. Födan utgörs främst av daggmaskar.

## Underarter
Arten delas in i följande underarter:
- T. r. adamoi
- T. r. aenigmatica
- T. r. brachycrania
- T. r. montana
- T. r. romana
- T. r. wittei